# مستشفى لوما ليندا
مستشفى لوما ليندا أو المركز الطبي لجامعة لوما ليندا (بالإنجليزية: Loma Linda University Medical Center)‏ هو مستشفى مسيحي تابع لطائفة السبتيين ومستشفى تعليمي، ومستشفى للأطفال، ومركز البحوث في حرم جامعة لوما ليندا في كاليفورنيا، الولايات المتحدة الأمريكية. ويتصدر المركز الطبي مركز الصدمة المستوى الأول لمقاطعة سان بيرناردينو وبقية كاليفورنيا إينلاند إمباير. المستشفى لديه اثنين من مهابط طائرات الهليكوبتر للإستخدام من قبل الإسعاف الجوي أو النقل الطبي.
تم بناء البرج الرئيسي للمركز في عام 1967 وتشكل من 11 طابقًا. وهو يعد واحد من أطول المباني في كاليفورنيا إينلاند إمباير. يخضع المستشفى حاليًا لمشروع ترقية الزلزالي.
تصدر المركز الطبي لجامعة لوما ليندا الأخبار الدولية في 26 أكتوبر 1984، عندما زرع الدكتور ليونارد بيلي قلب قرد البابون إلى طفل رضيع ولد بعيوب قلبية حادة المعروفة باسم متلازمة القلب الأيسر. توفي الطفل بعد بضعة أسابيع. ومع ذلك، أدى هذا الجهد لنجاح برنامج زراعة القلب الرضع، من خلال عملية زرع القلب من إنسان لإنسان. في عام 2014، تصدر المركز الطبي لجامعة لوما ليندا المرتبة 14 كأفضل مستشفى في ولاية كاليفورنيا من قبل أخبار اند وورلد ريبورت.